# Pohronská Polhora
Pohronská Polhora (allemand : Zwischenwald), est un village de Slovaquie situé dans la région de Banská Bystrica.

## Histoire
Première mention écrite du village en 1786.

## Démographie

### Évolution de la population
| Année:               | 1994. | 2004.   | 2014.   | 2024.   |
| -------------------- | ----- | ------- | ------- | ------- |
| Nombre de personnes: | 1592  | 1707    | 1768    | 1678    |
| Différence:          |       | +7,22 % | +3,57 % | -5,09 % |

| Année:               | 2023. | 2024.   |
| -------------------- | ----- | ------- |
| Nombre de personnes: | 1689  | 1678    |
| Différence:          |       | -0,65 % |